# Stanstead (ancienne circonscription fédérale)
Pour les articles homonymes, voir Stanstead.
Stanstead fut une circonscription électorale fédérale de l'Estrie dans le sud du Québec, représentée de 1867 à 1968.
C'est l'Acte de l'Amérique du Nord britannique de 1867 qui créa ce qui fut appelé le district électoral de Stanstead. Abolie en 1966, elle fut redistribuée parmi les circonscriptions de Compton, Missisquoi, Shefford et Sherbrooke.

## Géographie
En 1867, la circonscription de Stanstead comprenait:
- Les cantons de Stanstead, Barnston, Hatley, Barford et Magog Est et Ouest

En 1924, la circonscription perdit Saint-Herménégilde, du canton d'Hereford
En 1947, la circonscription comprenait:
- Le comté de Stanstead
- Les villes de Coaticook, Magog, Lennoxville et la partie sud-est de la ville de Sherbrooke
- La municipalité de Compton
- Les villages de Compton et de Waterville

## Députés
1. 1867-1891 — Charles Carroll Colby, Libéral-conservateur
2. 1891-1896 — Timothy Byron Rider, Libéral
3. 1896-1900 — Alvin Head Moore, Conservateur
4. 1900-1907 — Henry Lovell, Libéral
5. 1908¹-1917 — Charles Henry Lovell, Libéral
6. 1917-1930 — Willis Keith Baldwin, Libéral
7. 1930-1935 — John Thomas Hackett, Conservateur
8. 1935-1943 — Robert Greig Davidson, Libéral
9. 1943¹-1945 — Joseph-Armand Choquette, Bloc populaire
10. 1945-1949 — John Thomas Hackett, Progressiste-conservateur
11. 1949-1958 — Louis-Édouard Roberge, Libéral
12. 1958-1963 — René Létourneau, Progressiste-conservateur
13. 1963-1968 — Yves Forest, Libéral

¹ = Élections partielles